# Кубок Косова з футболу 2021—2022
Кубок Косова з футболу 2021–2022 — 14-й розіграш кубкового футбольного турніру в Косові після проголошення незалежності. Титул здобув вдруге поспіль Ллапі.

## Календар
| Раунд            | Дата               | Матчі | Клуби   |
| ---------------- | ------------------ | ----- | ------- |
| Попередній раунд | 27 жовтня 2021     | 2     | 34 → 32 |
| 1/16 фіналу      | 1-2 грудня 2021    | 16    | 32 → 16 |
| 1/8 фіналу       | 5-7 лютого 2022    | 8     | 16 → 8  |
| 1/4 фіналу       | 16-17 березня 2022 | 4     | 8 → 4   |
| 1/2 фіналу       | 7-13 квітня 2022   | 4     | 4 → 2   |
| Фінал            | 26 травня 2022     | 1     | 2 → 1   |

## 1/8 фіналу
| Команда 1       | Рахунок | Команда 2        |
| --------------- | ------- | ---------------- |
| 5 лютого 2022   |         |                  |
| Г'їлані         | 2:1     | Дукаджині        |
| Ульпіана        | 2:1     | Арберія (2)      |
| Онідж (2)       | 0:3     | КЕК (2)          |
| 2 Корріку (2)   | 1:6     | Раміз Садіку (2) |
| 6 лютого 2022   |         |                  |
| Приштина        | 2:1     | Дреніца          |
| Балкані         | 1:0     | Малішево         |
| Фуше-Косова (2) | 0:5     | Дріта            |
| 7 лютого 2022   |         |                  |
| Феріжай (2)     | 0:2     | Ллапі            |

## 1/4 фіналу
| Команда 1        | Рахунок | Команда 2 |
| ---------------- | ------- | --------- |
| 16 березня 2022  |         |           |
| Ллапі            | 2:0     | Г'їлані   |
| Балкані          | 1:2 дч  | Приштина  |
| Дріта            | 3:0     | Ульпіана  |
| 17 березня 2022  |         |           |
| Раміз Садіку (2) | 2:1     | КЕК (2)   |

## 1/2 фіналу
| Команда 1        | Заг. | Команда 2        | 1-й матч | 2-й матч |
| ---------------- | ---- | ---------------- | -------- | -------- |
| 7/13 квітня 2022 |      |                  |          |          |
| Приштина         | 2:3  | Ллапі            | 2:1      | 0:2      |
| Дріта            | 5:2  | Раміз Садіку (2) | 3:0      | 2:2      |

## Фінал
| 26 травня 2022 21:00 (20:00 CEST) |

| Дріта      | 1:2      | Ллапі                  |
| ---------- | -------- | ---------------------- |
| Намані 37' | Протокол | Рівера 6' Рамадані 48' |

| Фаділь Вокрі, Приштина Арбітр: Бесфорт Касумі |